# Sjeverna Dvina
Sjeverna Dvina (rus. Се́верная Двина́; komski: Вы́нва, Výnva) je rijeka u sjevernoj Rusiji. Njeno porječje, zajedno s porječjem Pečore na istoku, obuhvaća veći dio sjeverozapadne Rusije u Arktički ocean. Teče kroz Vologodsku i Arhangelsku oblast, a ulijeva se u Dvinskom zaljevu u Bijelo more. 
Ne smije se miješati sa Zapadnom Dvinom, s kojom nije povezana.

## Etimologija
Prema etimološkom rječniku Maxa Vasmera, ime rijeke preuzeto je od Zapadne Dvine. Toponim Dvina ne potječe iz uralskog jezika; međutim, njegovo podrijetlo nije jasno. Moguće je da je to indoeuropska riječ koja je nekada značila rijeka ili potok.
Na komskom jeziku rijeka se zove Вы́нва / Výnva od vyn "moć" i va "voda, rijeka", dakle "moćna rijeka".

## Fizička geografija

### Porječje
sjeverna Dvina je duga 744 km, a zajedno s glavnom pritokom, Suhonom, čak 1302 km – otprilike koliko i Rajna u srednjoj i zapadnoj Europi. Površina njenog porječja je 137052 km2.
Porječje Sjeverne Dvine obuhvaća veće dijelove Vologodske i Arhangelske oblasti, kao i područja u zapadnom dijelu Republike Komi i u sjevernom dijelu Kirovske oblasti, te manja područja na sjeveru Jaroslavske i Kostromske oblasti. Gradovi Arhangelsk i Vologda, kao i mnogi manji gradovi, mnogi od kojih su od značajne povijesne važnosti poput Velikog Ustjuga, Totme, Solvičegodska i Holmogorija, nalaze se u porječju Sjeverne Dvine.
Porječje Sjeverne Dvine ima otprilike oblik slova T. Suhona, duga 559 km, teče prema istoku i sutokom sa rijekom Jug kod  Velikog Ustjuga tvori Sjevernu Dvinu. Oko 70 km nizvodno, sa istoka pritiče prvi veliki pritok - Vičegda, duga 1130 km. Suhona-Višegda bila je važna prometna ruta istok-zapad, dok je Sjeverna Dvina-Jug bila ruta sjever-jug. Gornji tok Suhone sada je Sjeverno-Dvinskim kanalom povezan s Volgo-baltičkim plovnim putem, koji povezuje Sankt-Peterburg s Moskvom.
Rijeka dalje teče sjeverozapadno u Bijelo more, u kojeg utječe u blizini grada Arhangelska.

### Tok rijeke
Suhona teče prema istoku, a zatim prema sjeveroistoku, te se kod Velikog Ustjuga spaja sa Jugom, koji teče sa juga, i dobiva ime 'Sjeverna Dvina'. Autocesta P157 povezuje Kostromu s Kotlasom preko Nikoljska i Velikog Ustjuga. Sjeverno od Velikog Ustyga, autocesta se proteže lijevom obalom Sjeverne Dvine. Rijeka teče oko 60 km prema sjeveru, te prelazi iz Vologodske oblasti u Arhangelsku oblast, gdje u gradu Kotlasu sa istoka prima rijeku Vičegdu, koja izvire u sjevernom Uralu.
Budući da je na ušću Vičegda veća od Sjeverne Dvine, rijeka između izvora i ušća s Vičegdom ponekad se naziva Mala Sjeverna Dvina (rus. Малая Северная Двина). Ubrzo nizvodno od ušća, Sjevernu Dvinu presijeca željeznička pruga koja povezuje Konošu s Kotlasom i Vorkutom.
Sjeverna Dvina skreće prema sjeverozapadu i prima niz manjih rijeka poput Uftjuge i Nižnje Tojme, obje sa sjeveroistoka. U blizini gradskog naselja Bereznik, Vaga dolazi s juga. Na ovom mjestu u regiju ulazi i autocesta M8 koja ide od Moskve preko Vologde do Arhangelska. Jemca pritiče s jugoistoka, a paralelno s njom ide autocesta P1 (iz Kargopola).
Pinega, nekada važna riječna ruta, pritiče s istoka. Blizu ušća Pinege, rijeka se grana u nekoliko kanala, među kojima je drevno selo Holmogori, 75 km  jugoistočno od Arhangelska. Grane se ponovno spajaju i prolaze pored modernog šumskog grada Novodvinska.
Nizvodno od Novodvinska, zapičinje delta površine 900 km2. U uzvodnom dijelu delte nalazi se velika luka Arhangelsk, koji je postupno zamijenio Holmogori kao glavni grad regije. Na jugozapadnoj strani delte nalazi se pomorska baza Severodvinsk, drugi najveći grad u regiji. Delta završava u Dvinskom zaljevu Bijelog mora.
Rijeka teče kroz Velikoustjugski rajon Vologodske oblasti i kroz Kotlaski, Kransoborski, Verhnetojemski, Vinogradovski, Holmogorski i Primorski rajon Arhangelske oblasti. Sva administrativna središta ovih okruga nalaze se na obalama Sjeverne Dvine, budući da su se razvila u vrijeme kada je rijeka bila glavna prometna ruta regije. Važniji gradovi duž ove rijeke, poredani od izvora prema ušću su Veliki Ustjug, Kotlas, Novodvinsk, Arhangelsk i Severodvinsk (morska luka; dalje prema zapadu od delte)
Glavni pritoci, od sutoka Suhone i Juga prema ušću, su: Vičegda (desni), Uftjuga (desni), Vaga (lijevi), Vaenga (desni), Jemca (lijevi), Pukšenga (desni) i Pinega (desni).

## Navigacija i kanali
Ljeti je cijela duljina rijeke plovna i intenzivno se koristi za splavarenje drva. Sjeverno-Dvinski kanal povezuje ga s Volgo-baltičkim plovnim putem. U 19. stoljeću, kratkotrajni Sjeverni Jekaterininski kanal, danas napušten, također je povezivao bazen Sjeverne Dvine sa porječjem Kame. Između 1926. i 1928. izgrađen je kanal koji spaja Pinegu, jednu od glavnih pritoka Sjeverne Dvine, s Kulojem, no kanal je danas prilično zapušten.
Teški komercijalni putnički promet uglavnom je nestao i ostale su samo lokalne putničke linije. Putnička linija koja povezuje Kotlas i Arhangelsk nije u funkciji od 2005.

## Povijest
Područje su naseljavali Finski narodi, a zatim ga je kolonizirala Novgorodska Republika. Jedina iznimka bio je Veliki Ustjug, koji je bio dio Vladimirsko-Suzdaljske kneževine. Ostatak porječja Sjeverne Dvine kontrolirao je Novgorod. Veliki Ustjug se prvi put spominje u kronikama 1207. godine, Šenkursk 1229. godine, a Solvičegodsk je osnovan u 14. stoljeću. U 13. stoljeću novgorodski trgovci već su stigli do Bijelog mora. Područje je isprva bilo privlačno zbog trgovine krznom. Glavni plovni put iz Novgoroda u Sjevernu Dvinu bio je duž Volge i njezine pritoke, Šeksne, duž rijeke Slavjanke do Nikoljskog jezera, zatim su brodovi kopnom prevoženi do Blagoveščenskog jezera, odatle nizvodno duž rijeke Porozovice do Kubenskog jezera i dalje do Suhone i Sjeverne Dvine.
Iz Sjeverne Dvine postojalo je nekoliko puteva u porječje Mezena (odakle su trgovci mogli doći do sliva Pečore i Oba). Jedan je bio uzvodno od Vičegde i Jarenge, a kopnom u Vašku. Drugi je bio uzvodno od Vičegde, Vima, Jelve, a zatim kopnom do Irve i Mezena. Dvije daljnje mogućnosti uključivale su uzvodno Pinegom, a zatim kopnom do Kuloja i Mezena, ili korištenje Pukšenge i Pokšenge za dolazak do Pinege, a zatim od Jožuge brodovima kopnom do Zyrjanske Ježuge i Vaške. Iz Vičegde su trgovci također mogli izravno doći do porječja Pečore preko Čerje i Ižme ili Milve.
Od 14. stoljeća Holmogori je bio glavna trgovačka luka na Sjevernoj Dvini, ali u 17. stoljeću izgubio je tu titulu u korist Arhangelska, iako se sjedište Holmogorske i Vaške eparhije, od 1732. poznate kao Holmogorska i Arhangelogorodska eparhija, koja je imala jurisdikciju nad cijelom sjevernom Rusijom, uključujući Solovečki manastir, nalazilo u Holmogoriju do 1762. Do 18. stoljeća Arhangelsk je bio glavna trgovačka luka za pomorsku trgovinu Rusije i zapadne Europe, a Sjeverna Dvina glavna trgovačka ruta koja je povezivala središnju Rusiju s Arhangelskom. Petar Veliki drastično je promijenio situaciju osnivanjem Sankt Peterburga 1703. godine, čime je otvorio put trgovini Baltičkim morem, te izgradnjom autoceste između Sankt Peterburga i Arhangelska preko Kargopolja. Rijeka je brzo izgubila ulogu vodeće trgovačke rute, što je ubrzano izgradnjom željeznice između Vologde i Arhangelska između 1894. i 1897. godine.
Sjeverna Dvina bila je poprište nekoliko bitaka tijekom Ruskog građanskog rata, u mnogima od njih sudjelovala je intervencionistička vojska Antante kao dio njihove kampanje u Sjevernoj Rusiji. Tijekom građanskog rata postojala je posebna Sjevernodvinska flotila.

## Vanjske poveznice
- Kropotkin, Peter Alexeivitch; Bealby, John Thomas. 1911. Dvina . Encyclopædia Britannica (engleski). 8. 11th izdanje. str. 738
- Северная Двина. Great Soviet Encyclopedia
- A detailed article about Northern Dvina in the 1906 Brockhaus and Efron Encyclopedic Dictionary
- Sjeverna Dvina  Arhivirana inačica izvorne stranice od 27. rujna 2007. (Wayback Machine)